# Argyractis insulalis
Argyractis insulalis là một loài bướm đêm trong họ Crambidae.